# Ak Nazar Khan
Ak Nazar Khan o Haqq Nassar Khan fou kan dels kazakhs fill de Kasim Khan i de la seva esposa Khanik Sultan Khanime.
A principis de la dècada de 1530, va començar una guerra civil al Khanat kazakh entre els néts de Janibek Khan. Ak Nazar Khan va sorgir com a victòriós i va reunir el khanat sota el seu control. Ak Nazar Khan es va enfrontar a l'Horda Nogai a l'oest, el Khanat de Sibir al nord, Mogolistan a l'est i el khanat de Bukhara al sud, recuperant les terres kazakhes ocupades al nord de Saryarka al khanat de Sibir, Saraishyk a l'Horda Nogai i van conquerir la península de Mangyshlak i van repel·lir amb èxit els oirats, i va iniciar una campanya contra els mogols i incorporà Zhetysu al Khanat. El 1568, els kazakhs van derrotar els Nogai al riu Emba i van arribar a Astrakhan, però van ser repel·lits per les forces russes.
Va governar del 1538 al 1580 i va retornar la prosperitat a l'Horda dels Kazakhs. Hayidar Razi l'anomena senyor dels kazakhs i quirguisos i diu que el governant de Mogolistan a Aksu va morir en lluita contra ell.
És esmentat dues vegades en cròniques russes i una vegada a l'Abdallah-name. La primera el cita Simó Malkhof, enviat rus al kan dels nogais el 1569 que parla del kan kazakh Ak Nazar, del príncep Shigai "Tsarevitx" i del també príncep "tsarevitx" Chelim (és a dir Jalim o Khalim). Vuit anys després el fill del boiar Boris Tomoshirof també diu que els kazakhs estaven manats per Ak Nazar, i que estaven en guerra contra els nogais, però que volien mantenir bones relacions amb Rússia.
En un moment indeterminat el shibànida Abd Allah II (1557-1598) va sospitar per les informacions d'un espia, que els kazakhs havien acollit al riu Talas a Baba Sultan (rebel a Taixkent vers 1570-1580) que lluitava contra ell. El kan uzbek va enviar missatgers per esbrinar quin dels caps kazakhs estava assentat al riu Talas i va saber que Ak Nazar Khan, Jalim Sultan, Shigai Sultan (fill de Yadik, el germà petit de Kasim Khan) i Dustai Sultan, amb altres germans i fills s'havien establert a les ribes del Talas, i que un d'aquestos, Ondan Sultan, fill de Shigai, s'havia casat amb l'esposa d'Abd al-Karim Khan del Mogolistan (1560-1590) i havia capturat a una germana que havia donat a Jalim Sultan; en canvi va comprovar que la història sobre que Baba s'havia refugiat allí era falsa (l'espia que havia informat d'aquesta notícia fou executat). Llavors el mateix kan va anar al Talas on els caps kazakhs li van enviar un delegat per retre-li homenatge i informar que un fill de Baba i alguns dels servidors d'aquest s'havien refugiat entre els kazakhs i estaven disposats a entregar-los tal com els volguessin, vius o morts. El kan els va demanar vius i va concedir robes honorífiques a l'enviat dels caps kazakhs i el va fer escortar al seu campament per l'emir Sukhum Atalik; el kan va entregar quatre ciutats als kazakhs com a premi per la seva lleialtat.
No gaire temps després els kazakhs es van mostrar malcontents i van fer alguns atacs a territori del kan i contra Baba Sultan de Taixkent, que no els va poder resistir i va rendir Jasi o Yasy (Yasi, després ciutat de Turkestan) i Sabran, que van caure en mans dels kazakhs. Sembla que Baba i una part dels kazakhs es van entendre i es va pactar que el cap kazakh Saiban creuaria el Sihun feria un atac a Bukharà i Baba el feria al mateix temps a Samarcanda; aquestos atacs sembla que es van portar a cap amb cert èxit. Baba va enviar a Khan Kuli Beg com enviat al seu sogre Jalim Sultan, per demanar el suport d'altres caps kazakhs contra el kan uzbek; però l'enviat fou fet presoner i entregat al butxi que l'havia d'executar, i a més es va enviar una tropa a Taixkent, dirigida per Jalim Sultan, que intentaria sorprendre a Baba; el butxi això no obstant, va deixar escapar a Khan Kuli Beg, que va fugir i va poder advertir a temps a Baba. Jalim Sultan ja estava de camí amb dos fills d'Ak Nazar i un fort exèrcit, i no sabia que Khan Kuli s'havia escapat; Baba es va presentar a la riba del Shirab Khani (celler de vi) sense dir res, i es va acordar que els acompanyaria a presència d'Ak Nazar, però llavors, per sorpresa, Baba va ordenar als seus guerrers d'atacar els caps enemics; el riu es va tenir de sang. Llavors Baba va enviar el seu germà Buzakhur contra els kazakhs amb orde de destruir a Ak Nazar. No se sap del cert com va acabar l'afer però s'accepta que Ak Nazar va acabar mort en combat el 1580. Immediatament va pujar al poder Shigai Khan, fill de Yalik.